# Philicoris
Philicoris is een geslacht van wantsen uit de familie van de Miridae (Blindwantsen). Het geslacht werd voor het eerst wetenschappelijk beschreven door Menard & Siler in 2018.

## Soorten
Het genus bevat de volgende soorten:

- Philicoris mayon Menard & Siler, 2018
- Philicoris palali Menard & Siler, 2018